# Cavanella d'Adige
Cavanella d'Adige è una frazione del comune di Chioggia.

## Toponomastica
Il territorio in origine veniva chiamato Fossis, cioè paludi, poi nel corso del XVI secolo muta in Fossone dal nome di un'antica diramazione del Po sul cui alveo sarebbe poi confluito l'Adige dopo la Rotta della Cucca. Oggi il toponimo Fosson è passato ad una località posta presso la foce del fiume. Cavanella prende il suo nome attuale dopo la costruzione delle porte del Canal di Valle all'interno del paese.

## Geografia fisica
Il paese sorge sulla riva sinistra del fiume Adige che sfocia una decina di chilometri più ad est, e al confine tra le province di Venezia e Rovigo.
Dalla città di Chioggia dista 14 km.

## Storia

### Origini
Durante degli scavi archeologici, avvenuti presso la Corte di Cavanella negli anni Ottanta del Novecento, sono emersi diversi reperti di epoca romana, portando all'ipotesi, che questa zona fosse una stazione di sosta della via di comunicazione che collegava Ravenna ad Altino.
Nella frazione sorgeva il Monastero di San Giorgio in Fosson fondato nel 1070, soppresso nel 1426 dopo i danni subiti durante la Guerra di Chioggia.
Nel 1567 venne aperto il canale Po-Brondolo, importante via commerciale tra la laguna veneta e Ferrara. Tale alveo artificiale prederà il nome di Canal di Valle, dal momento che esso costeggia la Valle del Proa e la Valle del Becco l'attuale Valgrande.
Il Canale, che si tuffava nell'Adige tagliando a metà il centro abitato, era chiuso da delle paratoie anch'esse poste all'interno del borgo. Questo via vai, di merci e persone, portava ricchezza alla popolazione locale, che poteva accogliere i viandanti nelle loro locande, di notte o la domenica, dal momento che in tali occasioni il passaggio era chiuso.

### Settecento
Il 9 marzo 1782 la piccola frazione, assieme al vescovo clodiense, accoglie Papa Pio VI, che per dirigersi verso Vienna percorre il Canal di Valle per poi pernottare a Chioggia.

### Ottocento
Cavanella d'Adige e Ca ' Lino passarono il 29 giugno 1807 sotto la giurisdizione del Comune di Sant'Anna retto dal Sindaco Antonio Maria Ferro. Tale istituzione durò fino al 1810, anno che vede ritornare questi territori sotto le competenze di Chioggia.
Dopo la caduta della Serenissima, le forze occupanti fortificarono Cavanella, per proteggere il confine più meridionale della Repubblica Cispadana e l'ingresso al Canal di Valle che portava alla Laguna Veneta .
Vari scontri avvennero qui durante la dominazione del Regno d'Italia, fra le truppe francesi asserragliate nel Forte di Cavanella e quelle austriache posizionate al di là dell'Adige. La popolazione si rifugiò in varie località circostanti fra cui Ca' Nordio, dove venne organizzato un locale per svolgere le funzioni religiose, che però non venne risparmiato dal fuoco austriaco che lo colpì nel Marzo del 1814, come lo ricorda la lapide ancora infissa.
Di altra natura, ma nel medesimo teatro del fortilizio di Cavanella, sono i fatti bellici risorgimentali, avvenuti fra i rivoluzionari della Repubblica di San Marco e l'esercito del Regno Lombardo-Veneto. La schermaglia accesa dai rivoluzionari, aveva l'obiettivo di prendere la piazzaforte in possesso degli austriaci, per mantenere aperto il commercio fra il polesine e la laguna veneta. I fatti avvenuti il 7 luglio 1848 non ebbero i risultati sperati e le forze insurrezionali vennero respinte dalla guarnigione austriaca e austro-serba.

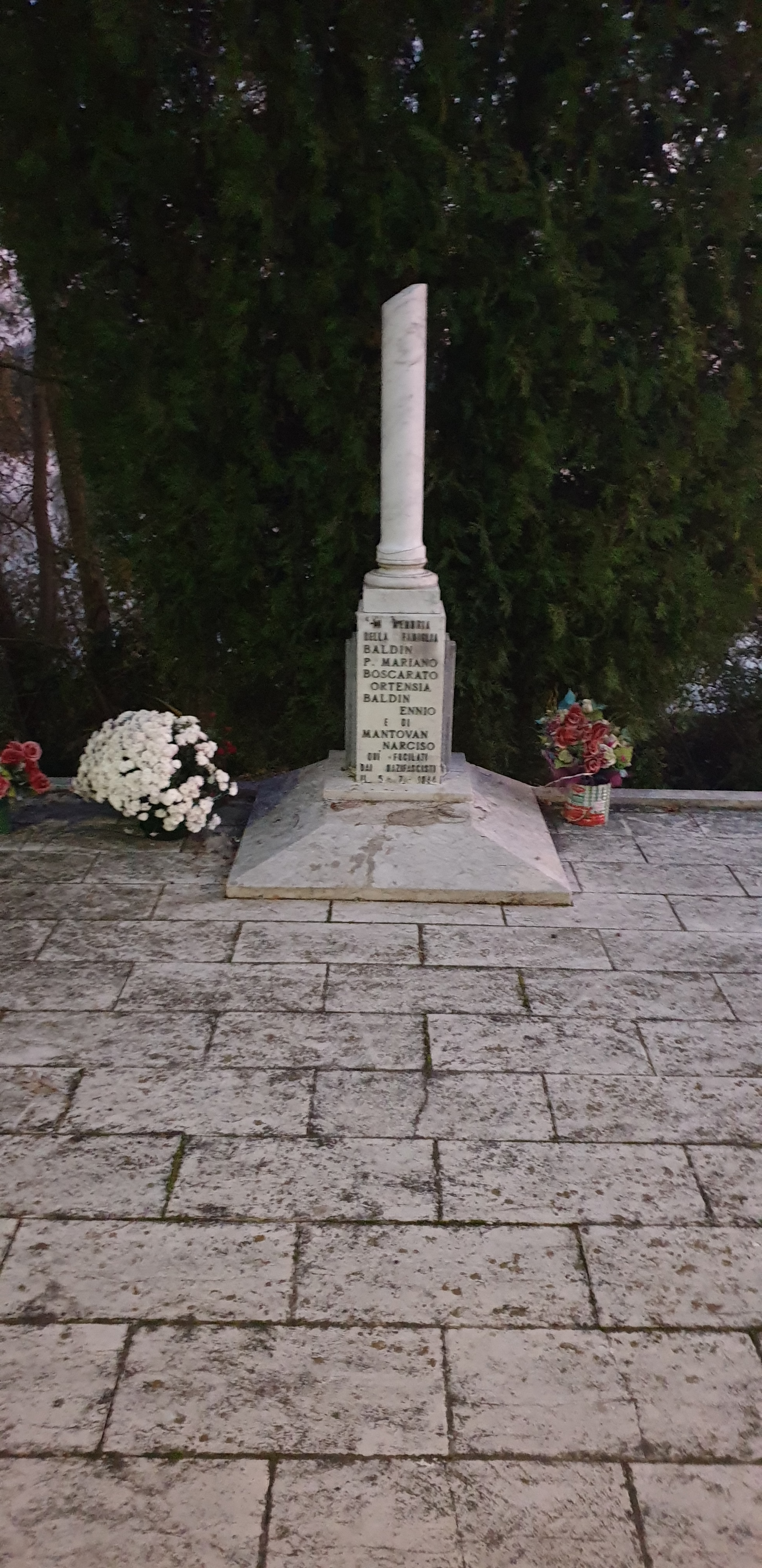
Cippo dei Martiri Baldin e Mantovan

### Novecento
Nel 1921 le conche di navigazione, che attraversavano il centro del paese, vengono spostate più ad ovest. Tali lavori meccanizzano l'apertura delle paratoie che fino a quel momento avveniva a mano. Concluso il secondo conflitto mondiale, le conche vengono nuovamente rimaneggiate, aumentandone il pescaggio e rendendo possibile il passaggio a natanti fino a 600 tonnellate.
Il 5 luglio 1944 un gruppo di fascisti rastrellò la frazione cercando dei partigiani o chi li nascondesse. Vennero catturate e uccise quattro persone:  Baldin Pietro, Boscarato Ortensia, Baldin Ennio e Mantovan Narciso. A memoria di quell'evento il 25 aprile del 1947 venne posto un cippo nel luogo del massacro e venne dedicata la piazza del paese alle due famiglie colpite, Baldin e Mantovan, dove sorge un monumento opera di Giampietro Baldin eretto nel 2002.

## La parrocchia

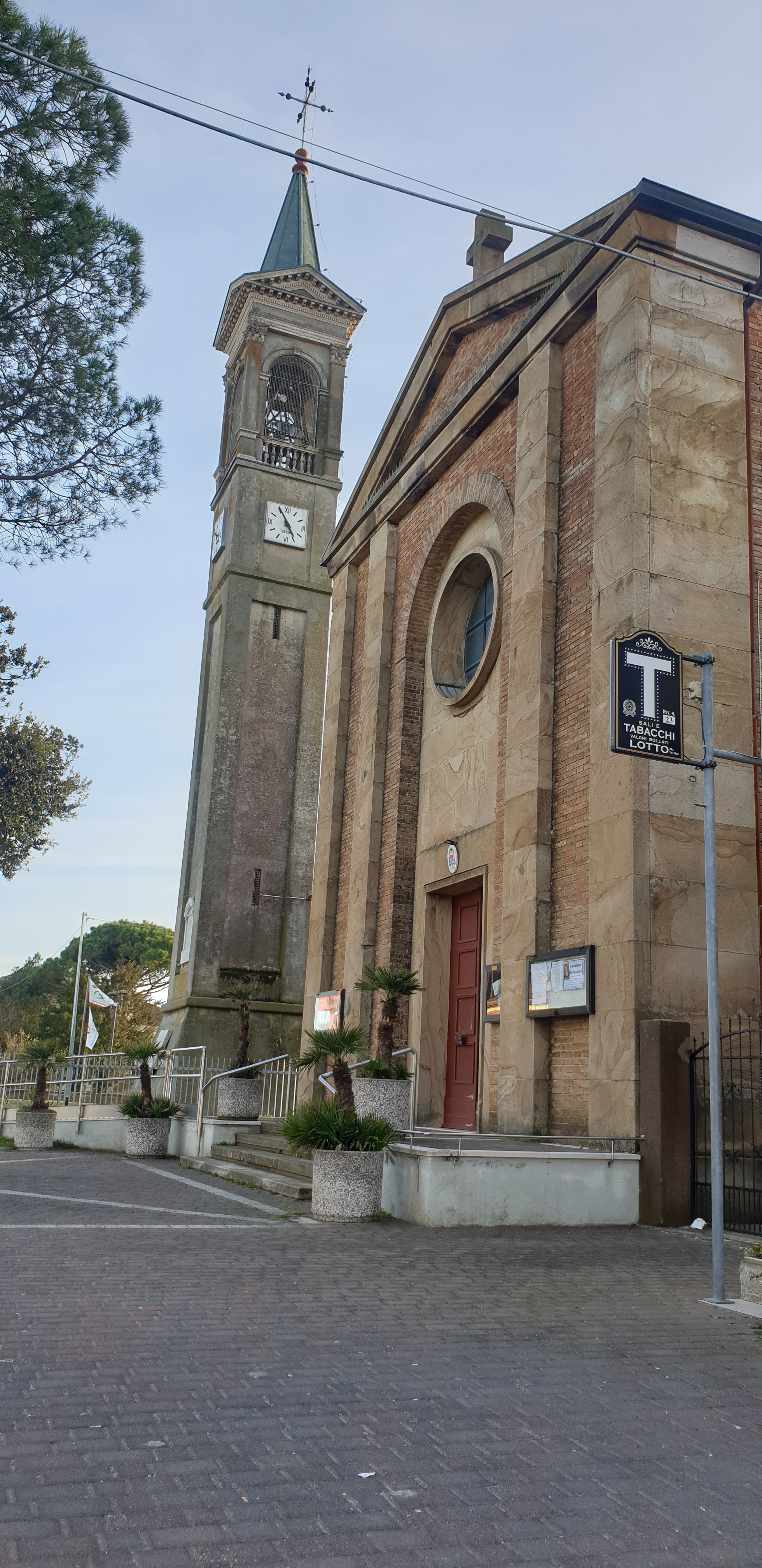
Chiesa di San Giorgio Martire

Prime tracce della vita ecclesiastica in questo territorio risalgono intorno al 1070, con la fondazione del Monastero di San Giorgio in Fosson. Questo venne distrutto durante la Guerra di Chioggia e successivamente soppresso nel 1429.
Il compito di officiare messa in questa località venne affidato a un canonico della Cattedrale clodiense.
Per volontà della nobildonna Laura Quirini, proprietaria di questo territorio, venne eretta nel 1690 una chiesetta, che fu elevata a rango di parrocchia il 20 ottobre dello stesso anno.
Questo tempio fu distrutto durante i bombardamenti Alleati nel 1945 che avevano l'obiettivo di abbattere i vicini ponti che attraversavano il fiume Adige.
Il 21 luglio 1949 venne posta la prima pietra dell'attuale Chiesa di San Giorgio Martire che venne terminata e consacrata nel 1950.
Da qualche anno, la parrocchia di San Giorgio Martire a Cavanella e quella di Sant'Anna si sono unificate formando un'unica unità pastorale.

## Monumenti e luoghi d'interesse

### Acquedotto
L'impianto di potabilizzazione venne inaugurato nel 1935 in località Ca' Zorzi, esso preleva e bonifica l'acqua dall'Adige.

### Aree naturali
Nei pressi dell'abitato si trova la Riserva naturale Bosco Nordio; a pochi chilometri di distanza, a Rosolina Mare, si trova il giardino botanico litoraneo di Porto Caleri fra la foce dell'Adige e quella del Po di Levante.

### Corte Salasco
La corte prende il nome dal Conte Giuseppe Canera di Salasco Pisani, che la possedette fino alla sua morte avvenuta nel 1986. Non avendo eredi, lo stabile andò all'asta e venne acquistato dal Comune di Chioggia per renderlo luogo di aggregazione per la frazione.
Ai genitori del Conte, Bruno e Valentina Pisani viene dedicata la Scuola Materna del paese.

### La stele di Cavanella
Sull'argine del fiume Adige si eleva una stele in pietra d'Istria, essa venne scolpita nel 1785 e riporta varie misurazioni in once e un bassorilievo di un leone di San Marco. Venna trovata agli inizi degli anni Novanta del secolo scorso, presso l'argine del detto fiume qualche chilometro verso valle e riposizionata qui.

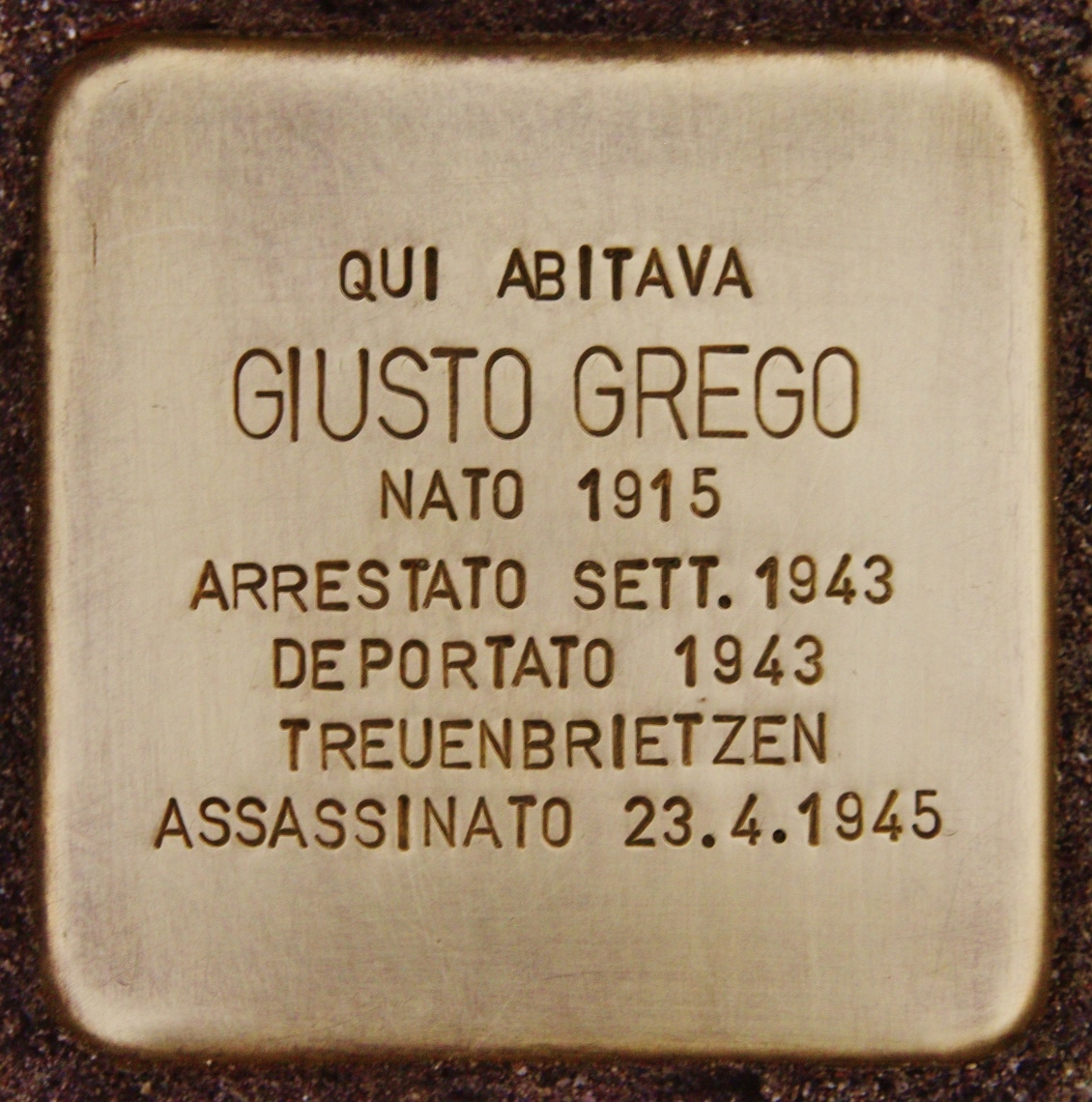
Pietre d'inciampo dedicata a Giusto Grego

### Pietra d'inciampo
Il 18 gennaio 2020, venne posata la Pietra d'inciampo a memoria di Giusto Grego, marinaio classe 1915 deportato nel lager Zehelendorf dove trovò la morte nel 1945.

## Infrastrutture e trasporti

### Ferrovie
Cavanella d'Adige conta anche una stazione ferroviaria attivata nel 1887, sulla linea regionale Rovigo-Chioggia.

### Il servizio di trasporto urbano
Il servizio è garantito da ACTV, attraverso una linea di autobus urbani